# 오시니
오시니(Osini)는 이탈리아 사르데냐 주 누오로도에 있는 코무네이다. 칼리아리에서 북동쪽으로 약 70 킬로미터 (43 mi), 토르톨리에서 남서쪽으로 약 20 킬로미터 (12 mi) 떨어져 있다. 2004년 12월 31일 기준으로 인구는 925명이고 면적은 39.6 제곱킬로미터 (15.3 mi2)이다.
이 지역에는 누라게 세르비시가 있다.
오시니는 다음 코무네와 접한다: 카르데두, 가이로, 예르추, 라누세이, 로체리, 테르테니아, 울라사이, 우사사이.